# Kucsiszake-onna
A felvágott szájú nő (口裂け女 "kuchisake-onna") a japán helyi legendákban létező karakter. Férje szamuráj volt, aki megcsonkította, mert félt, hogy amíg ő távol van, nem mindennapi szépségű felesége félrelép. Gonosz lélekként jár vissza. Amikor 1979 körül pletykák kezdtek el terjedni Nagasaki prefektúrában állítólagos észlelésekről, egész Japánban és több városban is pánikot okozott. Riportok is készültek arról, hogy a gyerekeket csak csoportokban engedték haza tanári kísérettel, és a rendőrség elrendelte, hogy több járőr legyen az utcákon.

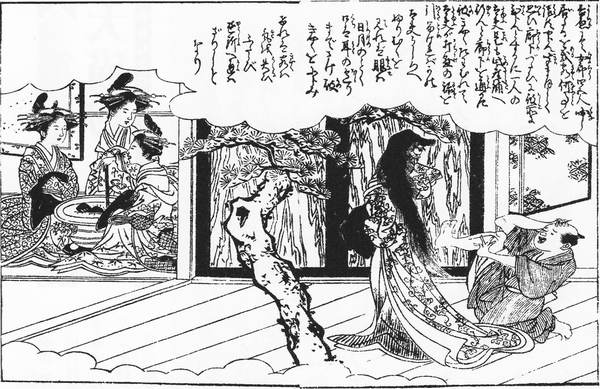

## A modern helyi legenda
A legendával ellentétben, a gyerekek egyedül sétálnak éjszaka az utcán és akkor találkoznak egy rejtélyes nővel, aki orvosi maszkot hord, ami alapvetően megszokott látvány Japánban, mert ezt a maszkot viselik akkor is, ha el akarják kerülni, hogy a körülöttük lévők elkapják a megfázást vagy más betegséget.
A nő megállítja a gyerekeket és megkérdezi tőlük: "Szép vagyok?". Ha a gyerek nemmel válaszol, akkor a nő megöli egy hatalmas ollóval, amit magánál hord. Ha a gyerek igent mond, akkor elhúzza a maszkot, láttatva ezzel fültől fülig felvágott száját, és azt kérdezi: "És most?". Ha a gyerek nemet válaszol, akkor félbevágja, ha pedig igent válaszol, akkor a gyerek száját is fülig felvágja. Lehetetlen elmenekülni, mert úgyis újra feltűnik áldozata előtt, ahogy próbálna elfutni.
Néhány forrás szerint össze lehet zavarni, ha az áldozat kétértelmű választ ad, mint "Átlagos vagy" , "Mondjuk" vagy "És én szép vagyok?". Amíg össze van zavarodva, az áldozatnak elég ideje van arra, hogy elmeneküljön, míg ő el van veszve a gondolatai között. Másik menekvési út, ha azt mondják neki, hogy már jegyben járnak: akkor elnézést kér a modoráért és felszívódik. Más variációkban az is lehetséges, hogy gyümölcsökkel vagy cukorral dobálják meg, amelyeket fel fog szedni, addig a célpontnak elég ideje van arra, hogy elszaladjon.

## Megjelenése a popkultúrában

### Filmek
- Kucsiszake-onna (videó, 1996)
- Kannó bjótó: nureta akai kucsibiru azaz A felvágott szájú nő (2005)
- Carved (2007)
- Kaiki tosi denszecu - Kucsiszake-onna (2008)
- Kuchisake-Onna 2 The Scissors Massacre azaz Carved 2 - A felvágott szájú nő 2 - Kucsiszake-onna 2 (2008)
- A felvágott szájú nő 0: A kezdet azaz Kucsiszake-onna: Biginingu (2008)
- A felvágott szájú nő visszatér (2012)

### Manga és anime
- Kucsi-szake onna
- Kucsiszake Onna Denszecu
- A "Conan, a detektív" egyik epizódjában említés szintjén szerepel a felvágott szájú nő

### Megjelenés más művekben
A felvágott szájú nő szintén feltűnik a következő művekben:
- Hell Teacher Nūbē
- Hanako to Guuwa no Tera
- Franken Fran (egy rövid paródia van benne a felvágott szájú nőről)
- Tosi Denszecu
- Szellem Történetek

Megemlítik még a Darlah - 172 timer på månen (172 óra a Holdon) című horror novellában is, melyet Johan Harstad írt 2008-ban

## Külső hivatkozások
- Histoire de Kuchisake Onna (franciául)

## Fordítás
Ez a szócikk részben vagy egészben  a   Kuchisake-onna című angol Wikipédia-szócikk fordításán alapul.  Az eredeti cikk szerkesztőit annak laptörténete sorolja fel. Ez a jelzés csupán a megfogalmazás eredetét és a szerzői jogokat jelzi, nem szolgál a cikkben szereplő információk forrásmegjelöléseként.